# Équipe de France de football en 2018

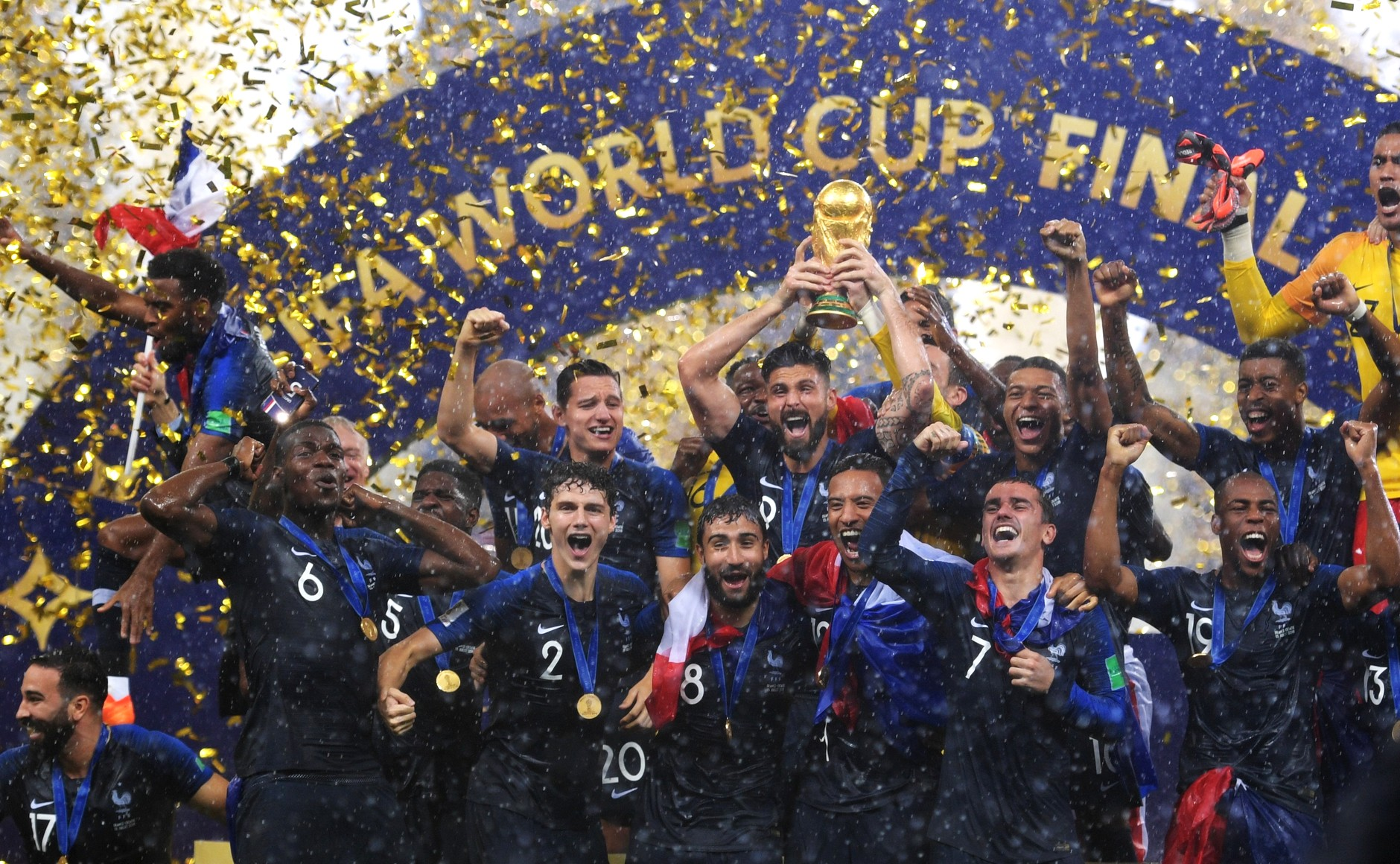
Sous la pluie, mais aussi les paillettes, les joueurs de l'équipe de France soulèvent le trophée.

Maillots
Actualités
Cet article traite de l'année 2018 de l'Équipe de France de football.

## Déroulement de la saison

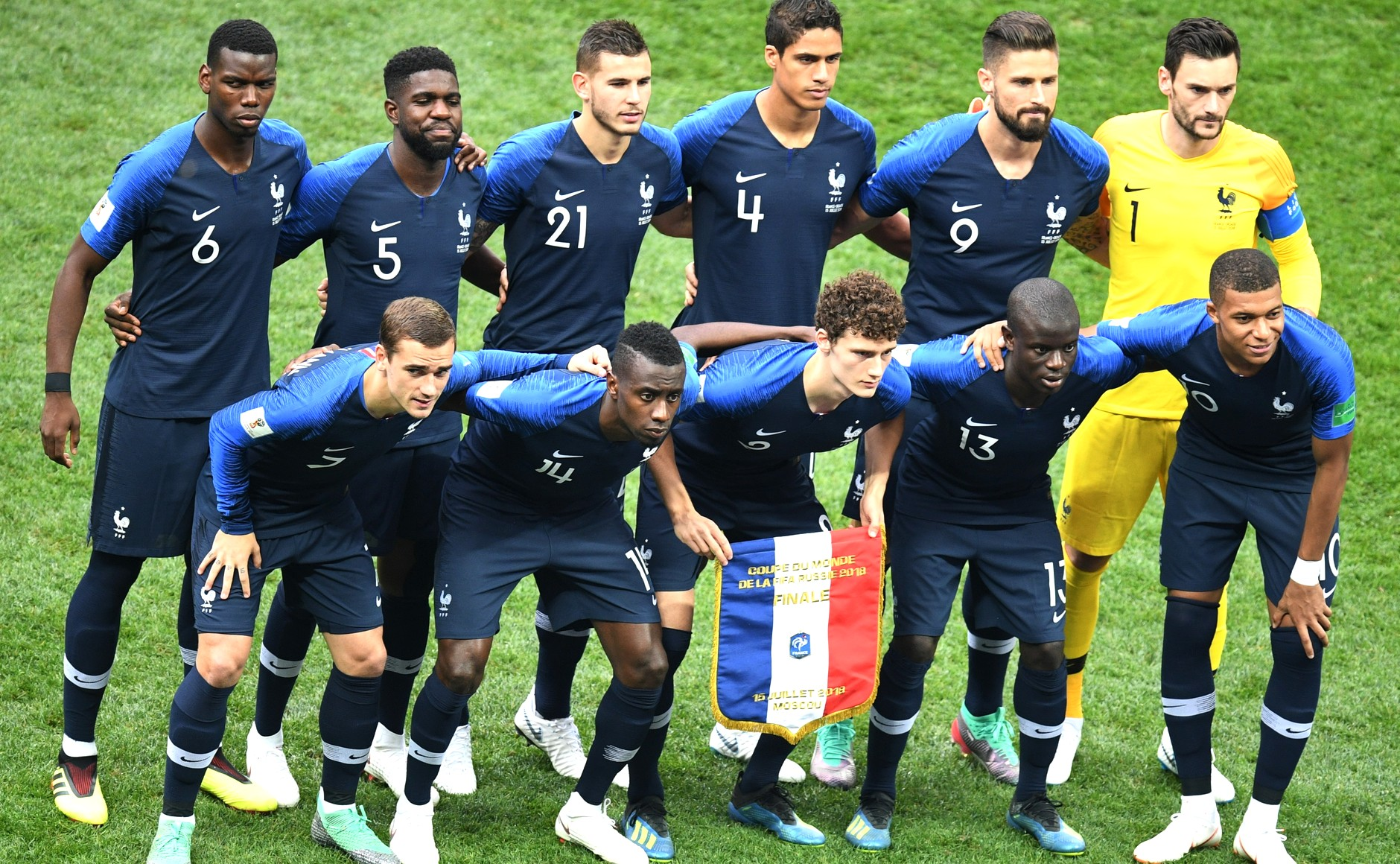
Équipe de France - finale coupe du monde 2018

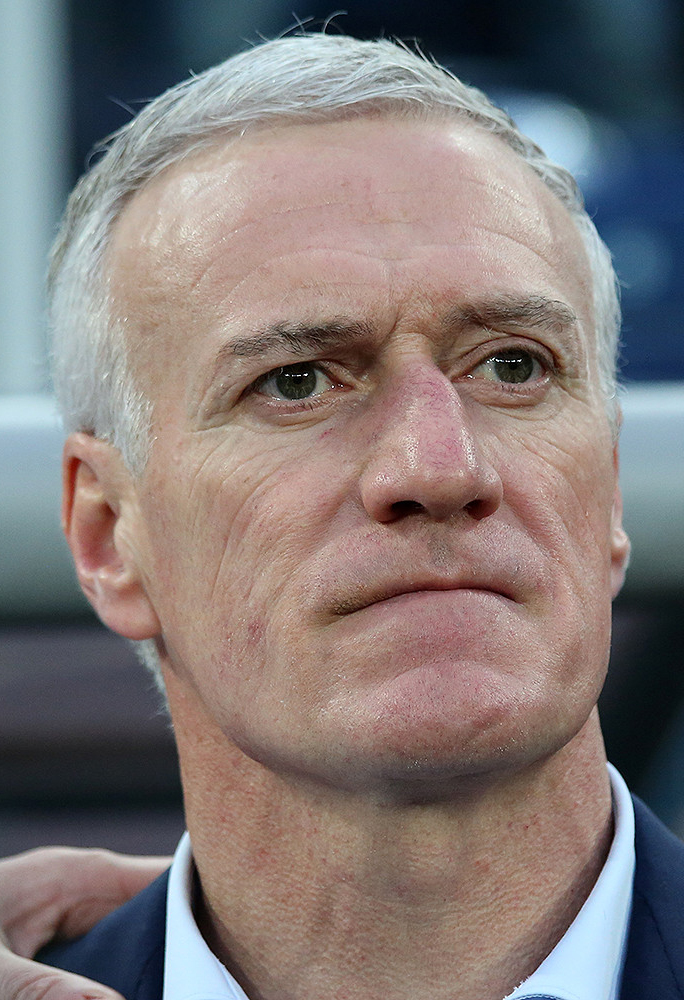
Didier Deschamps

### Objectifs
L'objectif principal pour cette saison 2018, fixé par la Fédération française de football, est de préparer la Coupe du monde en Russie et de faire partie du dernier carré de la compétition. Cet objectif est atteint le 6 juillet 2018 avec la victoire contre l'Uruguay 2-0 en quarts de finale.
Après la victoire à la coupe du monde, l'équipe de France participe à la nouvelle compétition organisée par l'UEFA, la Ligue des nations, mais l'objectif de se qualifier pour le Final Four qui aura lieu au Portugal n'est pas atteint.
L'objectif désormais est de se qualifier pour la phase finale de l'Euro 2020.

### Résumé de la saison
Le premier match a lieu le 23 mars 2018 au Stade de France. Il s'agit d'un match amical contre la Colombie qui se solde contre toute attente par une défaite (2-3), alors que les Bleus menaient de deux buts. La préparation à la Coupe du monde se poursuit avec trois autres matches amicaux : fin mars, les Bleus ramènent une victoire 3-1 de Saint-Pétersbourg face aux futurs hôtes de la compétition, avant de défier à domicile respectivement les formations irlandaise, italienne et américaine avec un bilan plutôt positif (2 victoires, puis 1 nul).
L'équipe de France finit ensuite 1re du groupe C après deux victoires plutôt laborieuses face à l'Australie et au Pérou, et un nul stérile et poussif contre le Danemark. Qualifiée pour la phase à élimination directe de la compétition, elle bat l'équipe d'Argentine en 1/8 de finale (4-3) dans un match très prolifique, l'équipe d'Uruguay en 1/4 de finale (2-0), et l'équipe de Belgique en 1/2 finale (1-0) pour se qualifier pour la finale du 15 juillet 2018 contre l'équipe de Croatie.
Le 15 juillet, l'équipe de France devient championne du monde pour la seconde fois en battant l'équipe de Croatie en finale de coupe du monde 2018 (4-2), match dans lequel les Bleus, pourtant dominés et pas vraiment à l'aise, font preuve d'une grande efficacité. Vingt ans après la génération 1998 de Zidane et du capitaine Deschamps, les Bleus remportent donc pour la seconde fois la compétition, faisant de Deschamps le troisième footballeur à la gagner comme joueur, puis en tant que sélectionneur. Kylian Mbappé reçoit le trophée du meilleur jeune de la compétition. Le 25 juillet, la demi-volée de Benjamin Pavard contre l'Argentine est élue plus beau but de la compétition.
Le calendrier de la phase de groupes de la première Ligue des nations de l'UEFA voit l'équipe de France faire ses débuts dans la compétition en Allemagne, le 6 septembre 2018, puis recevoir les Pays-Bas trois jours plus tard. Solides en défense, mais manquant de réalisme offensivement, les Bleus obtiennent le nul 0-0 en Allemagne, grâce notamment à un très bon Alphonse Areola ; ils s'imposent ensuite 2-1 à domicile contre l'équipe néerlandaise. Pour le troisième match, à domicile, la France gagne 2-1 contre l'Allemagne avec deux buts d'Antoine Griezmann, mais perdent 2-0, le 16 novembre 2018, aux Pays-Bas, leur première défaite après la victoire à la Coupe du monde, face à une équipe néerlandaise plus inspirée.
À l'issue de cette phase de groupes, la France finit deuxième et ne se qualifie pas pour le Final Four de la Ligue des nations de l'UEFA qui aura lieu en juin 2019 au Portugal ; elle se maintient néanmoins en ligue A. Les Pays-Bas finissent premiers du groupe.
Pour leur dernier match disputé en 2018, les Bleus s'imposent 1-0 au Stade de France contre l’équipe d'Uruguay : Olivier Giroud marque le seul but de la rencontre, sur pénalty.
Outre Areola, cette année 2018 voit les premières sélections de Wissam Ben Yedder, Lucas Hernandez, Presnel Kimpembe, Tanguy Ndombele, Ferland Mendy et Alassane Pléa.

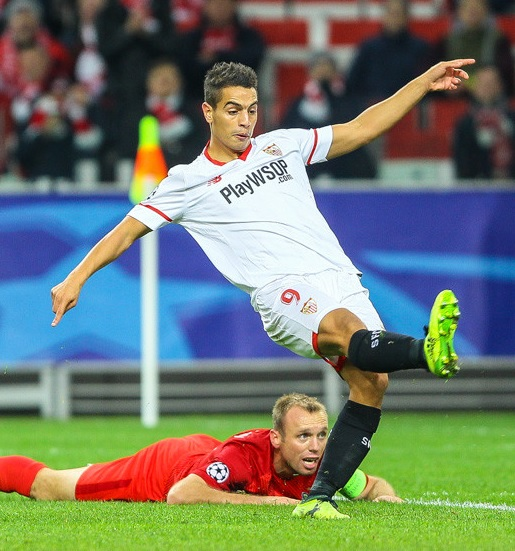
Wissam Ben Yedder
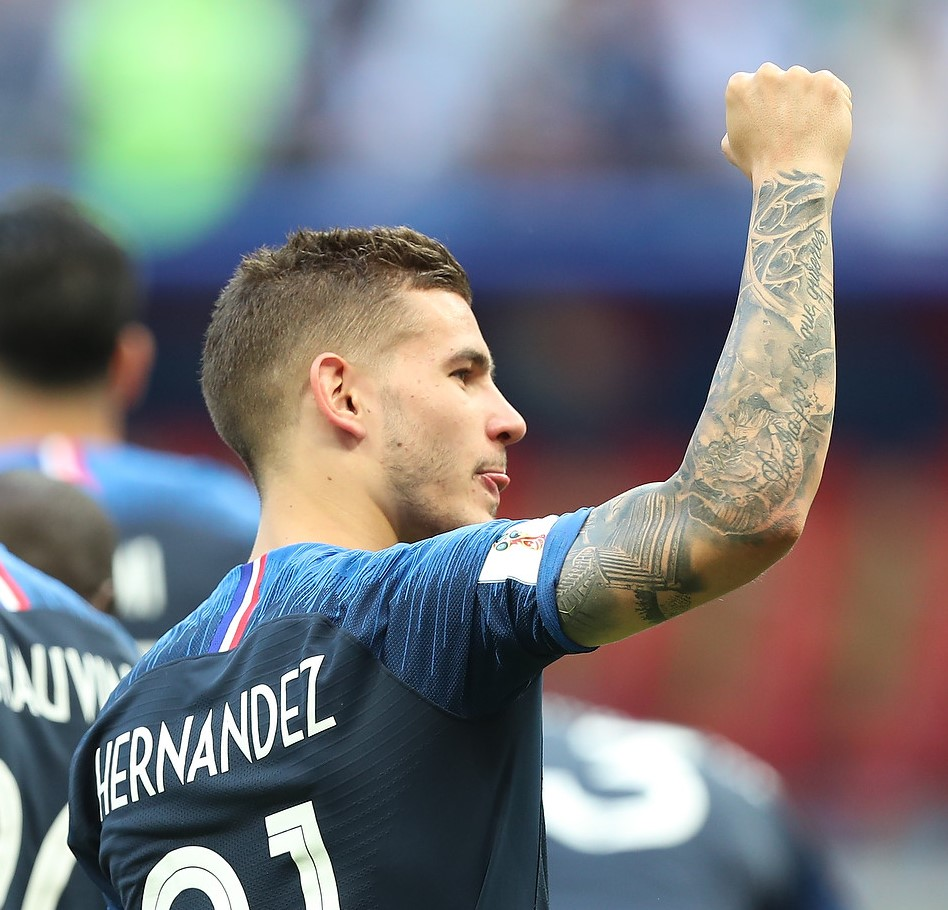
Lucas Hernandez
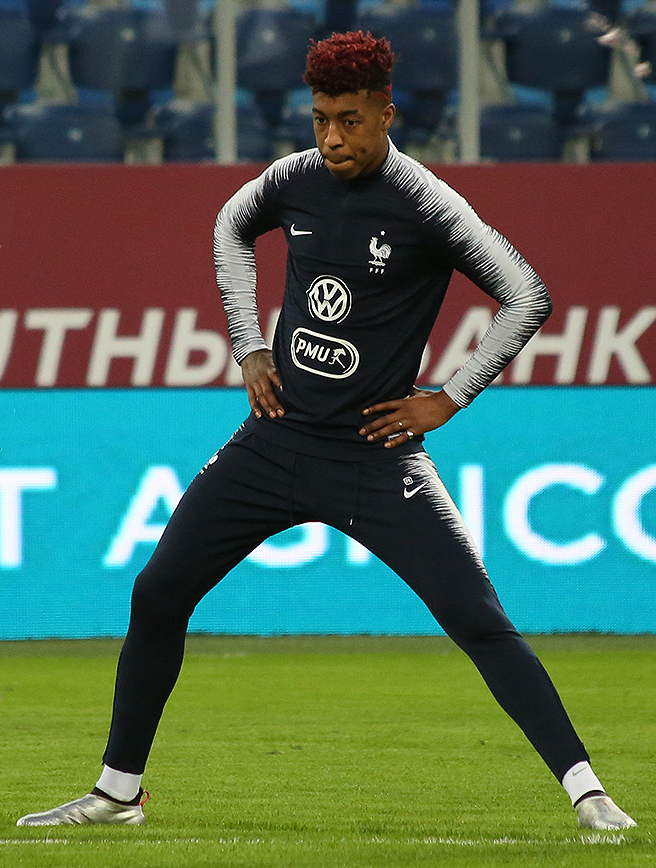
Presnel Kimpembe
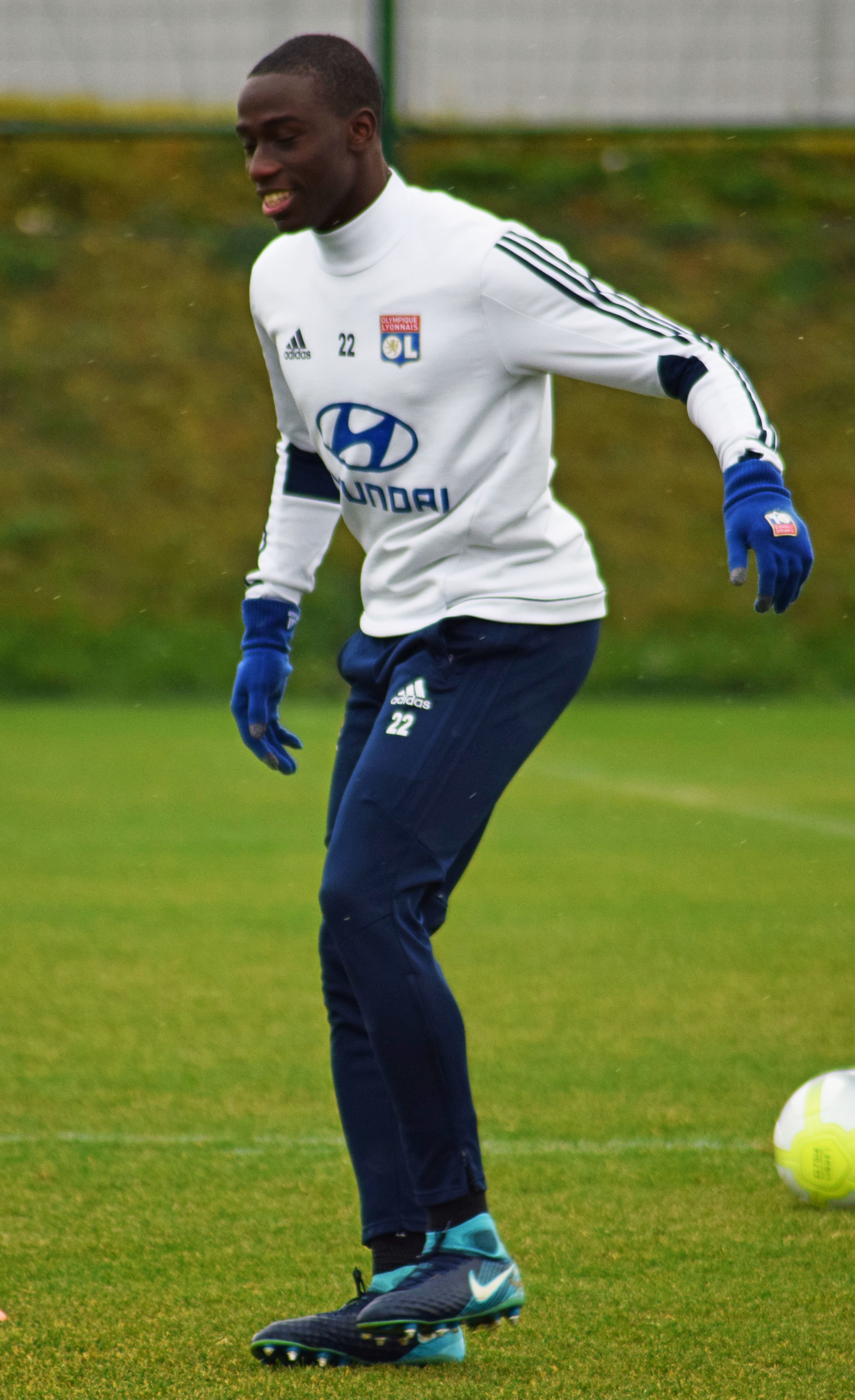
Ferland Mendy
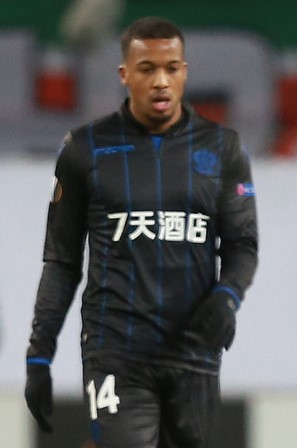
Alassane Pléa

### Évolution du classement FIFA
Le tableau ci-dessous présente les classements mensuels de l'équipe de France publiés par la FIFA durant l'année 2018.
| Mois | Janvier | Février | Mars | Avril | Mai | Juin | Juillet | Août | Septembre   | Octobre | Novembre | Décembre |
| Rang | 9       | 9       | 9    | 7     | 7   | 7    | 7       | 1    | 1 (ex æquo) | 2       | 2        | 2        |

## Bilan de l'année2018
| Rang | Équipe | Pts | J  | G  | N | P | Bp | Bc | Diff |
| ---- | ------ | --- | -- | -- | - | - | -- | -- | ---- |
| 2    | France | 40  | 18 | 12 | 4 | 2 | 32 | 18 | +14  |

## Phase de groupes de la Coupe du monde de football 2018 (groupe C)
|   | Équipe    | Pts | J | G | N | P | Bp | Bc | Diff |
| 1 | France    | 7   | 3 | 2 | 1 | 0 | 3  | 1  | +2   |
| 2 | Danemark  | 5   | 3 | 1 | 2 | 0 | 2  | 1  | +1   |
| 3 | Pérou     | 3   | 3 | 1 | 0 | 2 | 2  | 2  | 0    |
| 4 | Australie | 1   | 3 | 0 | 1 | 2 | 2  | 5  | -3   |

| 5  | 16 juin 2018 | France    | 2 - 1 | Australie |
| 6  | 16 juin 2018 | Pérou     | 0 - 1 | Danemark  |
| 21 | 21 juin 2018 | France    | 1 - 0 | Pérou     |
| 22 | 21 juin 2018 | Danemark  | 1 - 1 | Australie |
| 37 | 26 juin 2018 | Danemark  | 0 - 0 | France    |
| 38 | 26 juin 2018 | Australie | 0 - 2 | Pérou     |

| Rang | Joueur            | Poste     | Buts | Sél. | Ratio |
| ---- | ----------------- | --------- | ---- | ---- | ----- |
| 1    | Antoine Griezmann | Attaquant | 4    | 7    | 0,57  |
| -    | Kylian Mbappé     | Attaquant | 4    | 7    | 0,57  |
| 3    | Benjamin Pavard   | Défenseur | 1    | 6    | 0,17  |
| -    | Samuel Umtiti     | Défenseur | 1    | 6    | 0,17  |
| -    | Paul Pogba        | Milieu    | 1    | 6    | 0,17  |
| 6    | Raphaël Varane    | Défenseur | 1    | 7    | 0,14  |

## Phase de groupes de la Ligue A de laLigue des nations(Groupe 1)
| Rang | Équipe    | Pts | J | G | N | P | Bp | Bc | Diff |  | Résultats (▼ dom., ► ext.) |     |     |     |
| ---- | --------- | --- | - | - | - | - | -- | -- | ---- |  | -------------------------- | --- | --- | --- |
| 1    | Pays-Bas  | 7   | 4 | 2 | 1 | 1 | 8  | 4  | +4   |  | Pays-Bas                   |     | 2-0 | 3-0 |
| 2    | France    | 7   | 4 | 2 | 1 | 1 | 4  | 4  | 0    |  | France                     | 2-1 |     | 2-1 |
| 3    | Allemagne | 2   | 4 | 0 | 2 | 2 | 3  | 7  | -4   |  | Allemagne                  | 2-2 | 0-0 |     |

Légende des classements
- Qualifiée pour la phase finale
- Relégation en Ligue B

| Rang | Joueur            | Poste     | Buts | Sél. | Ratio |
| ---- | ----------------- | --------- | ---- | ---- | ----- |
| 1    | Antoine Griezmann | Attaquant | 2    | 4    | 0,5   |
| 2    | Kylian Mbappé     | Attaquant | 1    | 4    | 0,25  |
| -    | Olivier Giroud    | Attaquant | 1    | 4    | 0,25  |

## Statistiques

### Résultats détaillés
| Match amical                                       | France | 2 – 3   | Colombie |                                                                                |                                                                                |
| 23 mars 2018 · 21 h 00 · Historique des rencontres | 11e Giroud · 26e Lemar | (2 – 1) | 28e Muriel · 62e Falcao · 85e (pen.) Quintero | Stade de France, Saint-Denis Spectateurs : 80 000 Arbitrage : Adrien Jaccottet | Stade de France, Saint-Denis Spectateurs : 80 000 Arbitrage : Adrien Jaccottet |
| 23 mars 2018 · 21 h 00 · Historique des rencontres | Lloris - Sidibé, Varane, Umtiti, Digne (Lucas Hernandez, 76e) - Matuidi (Pogba, 65e), Kanté, Lemar - Mbappé (Dembélé, 66e) - Griezmann (Florian Thauvin, 83e), Giroud (Wissam Ben Yedder, 73e) | Équipes | Ospina - Arias, Mina, Sánchez, Fabra - Sánchez, Aguilar (Lerma, 67e), Muriel (Izquierdo, 77e), Rodríguez (Quintero, 83e) - Uribe (Barrios, 90e), Falcao (Zapata, 68e) | Stade de France, Saint-Denis Spectateurs : 80 000 Arbitrage : Adrien Jaccottet | Stade de France, Saint-Denis Spectateurs : 80 000 Arbitrage : Adrien Jaccottet |

| Match amical                                       | Russie | 1 – 3   | France |                                                                                       |                                                                                       |
| 27 Mars 2018 · 17 h 50 · Historique des rencontres | 68e Smolov | (0 – 1) | 40e Mbappé · 49e Pogba · 83e Mbappé | Stade Krestovski, Saint-Petersbourg Spectateurs : 51 165 Arbitrage : Aleksei Kulbakov | Stade Krestovski, Saint-Petersbourg Spectateurs : 51 165 Arbitrage : Aleksei Kulbakov |
| 27 Mars 2018 · 17 h 50 · Historique des rencontres | Lunev - Kudryashov (Cheryshev, 83e), Neustädter, Granat, Zhirkov (Rausch, 45e) - Samedov (Smolnikov, 45e), Golovin, Erokhin (Shvets, 76e) - Dzagoev (Miranchuk, 54e), - Smolov , Miranchuk (Zabolotny, 66e) | Équipes | Lloris - Pavard, Koscielny, Umtiti (Kimpembe, 80e), Lucas Hernandez - Pogba, Kanté (Tolisso, 66e), Rabiot (Matuidi, 81e) - Dembélé (Giroud, 72e), Martial (Griezmann, 59e), Mbappé (Lemar, 87e), | Stade Krestovski, Saint-Petersbourg Spectateurs : 51 165 Arbitrage : Aleksei Kulbakov | Stade Krestovski, Saint-Petersbourg Spectateurs : 51 165 Arbitrage : Aleksei Kulbakov |

| Match amical                                      | France | 2 – 0   | République d'Irlande |                                                                              |                                                                              |
| 28 mai 2018 · 21 h 00 · Historique des rencontres | 40e Giroud · 43e Fekir | (2 – 0) | | Stade de France, Saint-Denis Spectateurs : 70 000 Arbitrage : Georgi Kabakov | Stade de France, Saint-Denis Spectateurs : 70 000 Arbitrage : Georgi Kabakov |
| 28 mai 2018 · 21 h 00 · Historique des rencontres | Mandanda - Sidibé (Pavard, 82e), Rami, Umtiti (Kimpembe, 80e), Mendy (Hernandez, 63e) - Matuidi , Tolisso (Pogba, 77e), N'Zonzi - Fekir (Griezmann, 64e), Mbappé (Dembélé, 77e), Giroud | Équipes | Doyle - Coleman , Long (Williams, 80e), Duffy, Williams (Doherty, 82e) - Browne (Arter, 60e), Rice, Walters (Meyler, 60e) - O'Dowda (Burke, 70e), Long (Judge, 60e), McClean | Stade de France, Saint-Denis Spectateurs : 70 000 Arbitrage : Georgi Kabakov | Stade de France, Saint-Denis Spectateurs : 70 000 Arbitrage : Georgi Kabakov |

| Match amical                                        | France | 3 – 1   | Italie |                                                                       |                                                                       |
| 1er juin 2018 · 21 h 00 · Historique des rencontres | 8e Umtiti · 29e (pen.) Griezmann · 63e Dembélé | (2 – 1) | 36e Bonucci | Allianz Riviera, Nice Spectateurs : 34 500 Arbitrage : Anthony Taylor | Allianz Riviera, Nice Spectateurs : 34 500 Arbitrage : Anthony Taylor |
| 1er juin 2018 · 21 h 00 · Historique des rencontres | Lloris - Pavard, Rami, Umtiti, Hernandez (Mendy, 62e) - Kanté, Pogba (N'Zonzi, 86e), Tolisso (Matuidi, 77e) - Mbappé (Thauvin, 83e), Griezmann (Giroud, 77e), Dembélé (Lemar, 71e) | Équipes | Sirigu - D'Ambrosio (Florenzi, 74e), Bonucci , Caldara, De Sciglio - Jorginho (Bonaventura, 78e), Pellegrini (Cristante, 65e), Mandragora - Berardi (Insigne, 74e), Chiesa (Zappacosta, 88e), Balotelli (Belotti, 86e) | Allianz Riviera, Nice Spectateurs : 34 500 Arbitrage : Anthony Taylor | Allianz Riviera, Nice Spectateurs : 34 500 Arbitrage : Anthony Taylor |

| Match amical                                      | France | 1 – 1   | États-Unis |                                                                                    |                                                                                    |
| 9 juin 2018 · 21 h 00 · Historique des rencontres | 78e Mbappé | (0 – 1) | 44e Green | Groupama Stadium, Décines-Charpieu Spectateurs : 58 241 Arbitrage : William Collum | Groupama Stadium, Décines-Charpieu Spectateurs : 58 241 Arbitrage : William Collum |
| 9 juin 2018 · 21 h 00 · Historique des rencontres | Lloris - Sidibé (Pavard, 74e), Varane, Umtiti, Mendy (Hernandez, 66e) - Kanté, Pogba, Matuidi (Tolisso, 58e) - Mbappé (Lemar, 88e), Griezmann (Fekir, 69e), Giroud (Dembélé, 58e) | Équipes | Steffen - Moore (Yedlin, 74e), Carter-Vickers, Miazga (Palmer-Brown, 59e), Parker, - Robinson (Villafaña, 82e), Adams, McKennie - Trapp , Green (Corona, 70e), Wood (Sargent, 74e) | Groupama Stadium, Décines-Charpieu Spectateurs : 58 241 Arbitrage : William Collum | Groupama Stadium, Décines-Charpieu Spectateurs : 58 241 Arbitrage : William Collum |

| Coupe du monde 2018                                | France | 2 – 1   | Australie |                                                                  |                                                                  |
| 16 juin 2018 · 12 h 00 · Historique des rencontres | 58e (pen.) Griezmann · 81e (csc) Behich                                                                                                   | (0 – 0) | 62e (pen.) Jedinak | Kazan Arena, Kazan Spectateurs : 41 279 Arbitrage : Andrés Cunha | Kazan Arena, Kazan Spectateurs : 41 279 Arbitrage : Andrés Cunha |
| 16 juin 2018 · 12 h 00 · Historique des rencontres | Lloris - Pavard, Varane, Umtiti, Hernandez - Kanté, Pogba, Tolisso (Matuidi, 78e) - Mbappé, Griezmann (Fekir, 70e), Dembélé (Giroud, 70e) | Équipes | Ryan - Risdon, Sainsbury, Milligan, Behich - Jedinak , Mooy, Leckie - Rogic (Irvine, 72e), Kruse (Arzani, 84e), Nabbout (Juric, 64e) | Kazan Arena, Kazan Spectateurs : 41 279 Arbitrage : Andrés Cunha | Kazan Arena, Kazan Spectateurs : 41 279 Arbitrage : Andrés Cunha |

| Coupe du monde 2018                                | France | 1 – 0   | Pérou | | |
| 21 juin 2018 · 17 h 00 · Historique des rencontres | 34e Mbappé | (1 – 0) | | Iekaterinbourg Arena, Iekaterinbourg Spectateurs : 32 789 Arbitrage : Mohammed Abdulla Hassan Mohamed | Iekaterinbourg Arena, Iekaterinbourg Spectateurs : 32 789 Arbitrage : Mohammed Abdulla Hassan Mohamed |
| 21 juin 2018 · 17 h 00 · Historique des rencontres | Lloris - Pavard, Varane, Umtiti, Hernandez - Kanté, Pogba (N'Zonzi, 89e), Matuidi - Mbappé (Dembélé, 75e), Griezmann (Fekir, 80e), Giroud | Équipes | Gallese - Advíncula, Ramos, Rodríguez (Santamaría, 45e), Trauco - Aquino, Yotún (Farfán, 45e), Cueva (Ruidíaz, 82e) - Flores, Carrillo, Guerrero | Iekaterinbourg Arena, Iekaterinbourg Spectateurs : 32 789 Arbitrage : Mohammed Abdulla Hassan Mohamed | Iekaterinbourg Arena, Iekaterinbourg Spectateurs : 32 789 Arbitrage : Mohammed Abdulla Hassan Mohamed |

| Coupe du monde 2018                                | Danemark | 0 – 0   | France |                                                                      |                                                                      |
| 26 juin 2018 · 16 h 00 · Historique des rencontres | | (0 – 0) | | Stade Loujniki, Moscou Spectateurs : 78 011 Arbitrage : Sandro Ricci | Stade Loujniki, Moscou Spectateurs : 78 011 Arbitrage : Sandro Ricci |
| 26 juin 2018 · 16 h 00 · Historique des rencontres | Schmeichel - Dalsgaard, Kjær , Jørgensen, Stryger - Christensen, Delaney (Lerager, 90e), Eriksen - Braithwaite, Sisto (Fischer, 60e), Jørgensen (Dolberg, 75e) | Équipes | Mandanda - Sidibé, Varane , Kimpembe, Hernandez (Mendy, 50e) - Kanté, N'Zonzi, Lemar - Dembélé (Mbappé, 78e), Griezmann (Fekir, 68e), Giroud | Stade Loujniki, Moscou Spectateurs : 78 011 Arbitrage : Sandro Ricci | Stade Loujniki, Moscou Spectateurs : 78 011 Arbitrage : Sandro Ricci |

| Coupe du monde 2018 – ⅛ de finale                  | France | 4 – 3   | Argentine |                                                                     |                                                                     |
| 30 juin 2018 · 16 h 00 · Historique des rencontres | 13e (pen.) Griezmann · 57e Pavard · 64e, 68e Mbappé                                                                                       | (1 – 1) | 41e Di María 48e Mercado · 90e Agüero | Kazan Arena, Kazan Spectateurs : 42 873 Arbitrage : Alireza Faghani | Kazan Arena, Kazan Spectateurs : 42 873 Arbitrage : Alireza Faghani |
| 30 juin 2018 · 16 h 00 · Historique des rencontres | Lloris - Pavard, Varane, Umtiti, Hernandez - Kanté, Pogba, Matuidi (Tolisso, 75e) - Mbappé (Thauvin, 89e), Griezmann (Fekir, 83e), Giroud | Équipes | Armani - Mercado, Otamendi, Rojo (Fazio, 45e), Tagliafico - Mascherano, Pérez (Agüero, 66e), Banega - Pavón (Meza, 75e), Messi , Di María | Kazan Arena, Kazan Spectateurs : 42 873 Arbitrage : Alireza Faghani | Kazan Arena, Kazan Spectateurs : 42 873 Arbitrage : Alireza Faghani |

| Coupe du monde 2018 – ¼ de finale                     | Uruguay | 0 – 2   | France |                                                                                        |                                                                                        |
| 06 juillet 2018 · 16 h 00 · Historique des rencontres | | (0 – 1) | 40e Varane · 61e Griezmann | Stade de Nijni-Novgorod, Nijni-Novgorod Spectateurs : 43 319 Arbitrage : Néstor Pitana | Stade de Nijni-Novgorod, Nijni-Novgorod Spectateurs : 43 319 Arbitrage : Néstor Pitana |
| 06 juillet 2018 · 16 h 00 · Historique des rencontres | Muslera - Cáceres, Giménez, Godín , Laxalt - Torreira, Nández (Urretavizcaya, 73e), Vecino, Bentancur (Rodríguez, 59e) - Suárez, Stuani (Gómez, 59e) | Équipes | Lloris - Pavard, Varane, Umtiti, Hernandez - Kanté, Pogba, Tolisso (N'Zonzi, 80e) - Mbappé (Dembélé, 88e), Griezmann (Fekir, 90e), Giroud | Stade de Nijni-Novgorod, Nijni-Novgorod Spectateurs : 43 319 Arbitrage : Néstor Pitana | Stade de Nijni-Novgorod, Nijni-Novgorod Spectateurs : 43 319 Arbitrage : Néstor Pitana |

| Coupe du monde 2018 – ½ finale                        | France | 1 – 0   | Belgique |                                                                                           |                                                                                           |
| 10 juillet 2018 · 20 h 00 · Historique des rencontres | 51e Umtiti | (0 – 0) | | Saint Petersburg Stadium, Saint-Pétersbourg Spectateurs : 64 286 Arbitrage : Andrés Cunha | Saint Petersburg Stadium, Saint-Pétersbourg Spectateurs : 64 286 Arbitrage : Andrés Cunha |
| 10 juillet 2018 · 20 h 00 · Historique des rencontres | Lloris - Pavard, Varane, Umtiti, Hernandez - Kanté, Pogba, Matuidi (Tolisso, 86e) - Mbappé, Griezmann, Giroud (N'Zonzi, 85e) | Équipes | Courtois - Alderweireld, Kompany, Vertonghen - Dembélé (Mertens, 60e), Chadli (Batshuayi, 90e), Fellaini (Carrasco, 80e), Witsel - De Bruyne, Hazard Lukaku | Saint Petersburg Stadium, Saint-Pétersbourg Spectateurs : 64 286 Arbitrage : Andrés Cunha | Saint Petersburg Stadium, Saint-Pétersbourg Spectateurs : 64 286 Arbitrage : Andrés Cunha |

| Coupe du monde 2018 – Finale                          | France | 4 – 2   | Croatie |                                                                       |                                                                       |
| 15 juillet 2018 · 17 h 00 · Historique des rencontres | 18e (csc) Mandžukić · 38e (pen.) Griezmann · 59e Pogba · 65e Mbappé                                                                       | (2 – 1) | 28e Perišić · 69e Mandžukić | Stade Loujniki, Moscou Spectateurs : 78 011 Arbitrage : Néstor Pitana | Stade Loujniki, Moscou Spectateurs : 78 011 Arbitrage : Néstor Pitana |
| 15 juillet 2018 · 17 h 00 · Historique des rencontres | Lloris - Pavard, Varane, Umtiti, Hernandez - Kanté (N'Zonzi, 55e), Pogba, Matuidi (Tolisso, 73e) - Mbappé, Griezmann, Giroud (Fekir, 81e) | Équipes | Subašić - Vrsaljko, Lovren, Vida, Strinić (Pjaca, 82e) - Brozović, Rakitić, Modrić - Rebić (Kramarić, 71e), Perišić, Mandžukić | Stade Loujniki, Moscou Spectateurs : 78 011 Arbitrage : Néstor Pitana | Stade Loujniki, Moscou Spectateurs : 78 011 Arbitrage : Néstor Pitana |

| Ligue des nations                                      | Allemagne | 0 – 0   | France |                                                                       |                                                                       |
| 6 septembre 2018 · 20 h 45 · Historique des rencontres | | (0 – 0) | | Allianz Arena, Munich Spectateurs : 67 485 Arbitrage : Daniele Orsato | Allianz Arena, Munich Spectateurs : 67 485 Arbitrage : Daniele Orsato |
| 6 septembre 2018 · 20 h 45 · Historique des rencontres | Neuer - Ginter, Boateng, Hummels, Rüdiger - Kimmich, Goretzka (Gündoğan, 66e), Kroos - Müller, Reus (Sané, 83e), Werner | Équipes | Areola - Pavard, Varane , Umtiti, Hernandez - Kanté, Pogba, Matuidi (Tolisso, 86e) - Mbappé, Griezmann (Fekir, 80e), Giroud (Dembélé, 66e) | Allianz Arena, Munich Spectateurs : 67 485 Arbitrage : Daniele Orsato | Allianz Arena, Munich Spectateurs : 67 485 Arbitrage : Daniele Orsato |

| Ligue des nations                                      | France | 2 – 1   | Pays-Bas |                                                                   |                                                                   |
| 9 septembre 2018 · 20 h 45 · Historique des rencontres | Mbappé 14e · Giroud 75e | (1 – 0) | 67e Babel | Stade de France, Saint-Denis Arbitrage : Alberto Undiano Mallenco | Stade de France, Saint-Denis Arbitrage : Alberto Undiano Mallenco |
| 9 septembre 2018 · 20 h 45 · Historique des rencontres | Rapport |         | | Stade de France, Saint-Denis Arbitrage : Alberto Undiano Mallenco | Stade de France, Saint-Denis Arbitrage : Alberto Undiano Mallenco |
| 9 septembre 2018 · 20 h 45 · Historique des rencontres | Areola - Pavard, Varane , Umtiti, Hernandez (Mendy, 62e) - Kanté, Pogba, Matuidi - Mbappé, Griezmann (N'Zonzi, 81e), Giroud (Dembélé, 89e) | Équipes | Cillessen - Tete (Janmaat, 82e), de Ligt, van Dijk , Blind - Pröpper, de Jong, Promes (Vormer, 76e) - Wijnaldum, Babel (de Jong, 88e), Depay | Stade de France, Saint-Denis Arbitrage : Alberto Undiano Mallenco | Stade de France, Saint-Denis Arbitrage : Alberto Undiano Mallenco |

| Match amical                                          | France | 2 – 2   | Islande |                                                        |                                                        |
| 11 octobre 2018 · 20 h 45 · Historique des rencontres | Eyjólfsson 86e (csc) · Mbappé 90e (pen.) | (0 – 1) | Bjarnason 30e · Árnason 58e | Stade de Roudourou, Guingamp Arbitrage : Tiago Martins | Stade de Roudourou, Guingamp Arbitrage : Tiago Martins |
| 11 octobre 2018 · 20 h 45 · Historique des rencontres | Lloris - Pavard, Varane (Zouma, 45e), Kimpembe, Digne - Pogba (NDombele, 67e), N'Zonzi - Dembélé (Payet, 67e), Griezmann (Mbappé, 60e), Thauvin (Lemar, 59e) - Giroud | Équipes | Rúnarsson (Halldórsson, 45e) - Sævarsson (Fjóluson, 81e), Sigurdsson, Árnason, Eyjólfsson - Bjarnason, Sigurjónsson - Traustason (Sigthórsson, 59e) - Gudmundsson (Pálsson, 71e), Sigurdsson (Gíslason, 80e), - Finnbogason (Gudmundsson, 45e) | Stade de Roudourou, Guingamp Arbitrage : Tiago Martins | Stade de Roudourou, Guingamp Arbitrage : Tiago Martins |

| Ligue des nations                                     | France | 2 – 1   | Allemagne |                                                        |                                                        |
| 16 octobre 2018 · 20 h 45 · Historique des rencontres | Griezmann 62e, 80e (pen.) | (0 – 1) | Kroos 14e (pen.) | Stade de France, Saint-Denis Arbitrage : Milorad Mažić | Stade de France, Saint-Denis Arbitrage : Milorad Mažić |
| 16 octobre 2018 · 20 h 45 · Historique des rencontres | Lloris - Pavard, Varane, Kimpembe, Hernandez - Kanté (N'Zonzi, 92e), Pogba, Matuidi - Mbappé (Dembélé, 86e), Griezmann (NDombele, 90e), Giroud | Équipes | Neuer - Ginter (Brandt, 83e), Süle, Hummels, Schulz - Kimmich, Kehrer, Kroos, Sané (Draxler, 75e) - Werner, Gnabry (Müller, 88e) | Stade de France, Saint-Denis Arbitrage : Milorad Mažić | Stade de France, Saint-Denis Arbitrage : Milorad Mažić |

| Ligue des nations                                      | Pays-Bas | 2 – 0   | France |                                                         |                                                         |
| 16 novembre 2018 · 20 h 45 · Historique des rencontres | 44e Wijnaldum · 90+5e (pen.) Depay | (1 – 0) | | Feyenoord Stadion, Rotterdam Arbitrage : Anthony Taylor | Feyenoord Stadion, Rotterdam Arbitrage : Anthony Taylor |
| 16 novembre 2018 · 20 h 45 · Historique des rencontres | Cillessen - Dumfries, de Ligt, van Dijk , Blind - Wijnaldum (Vilhena, 89e), F. de Jong, De Roon - Bergwijn (Promes, 86e), Babel (Aké, 90e), Depay | Équipes | Lloris - Pavard, Varane, Kimpembe, Digne - Kanté, N'Zonzi (NDombele, 81e), Matuidi (Sissoko, 65e) - Mbappé, Griezmann, Giroud (Dembélé, 65e) | Feyenoord Stadion, Rotterdam Arbitrage : Anthony Taylor | Feyenoord Stadion, Rotterdam Arbitrage : Anthony Taylor |

| Match amical                                           | France | 1 – 0   | Uruguay |                                                        |                                                        |
| 20 novembre 2018 · 20 h 45 · Historique des rencontres | 44e (pen.) Giroud | (0 – 0) | | Stade de France, Saint-Denis Arbitrage : Damir Skomina | Stade de France, Saint-Denis Arbitrage : Damir Skomina |
| 20 novembre 2018 · 20 h 45 · Historique des rencontres | Lloris - Pavard, Rami, Sakho (Kimpembe, 45e), Mendy - Kanté, NDombele (Fekir, 70e), Matuidi (N'Zonzi, 63e) - Mbappé (Thauvin, 36e), Griezmann (Sissoko, 90e), Giroud (Pléa, 80e) | Équipes | Campaña - Suárez, Mendez, Cáceres, Laxalt - Vecino, Bentancur, Valverde (De Arrascaeta, 60e) - Torreira (Rodríguez, 74e), Suárez , Cavani | Stade de France, Saint-Denis Arbitrage : Damir Skomina | Stade de France, Saint-Denis Arbitrage : Damir Skomina |

### Équipe de France
| Numéro / Nom       | Numéro / Nom         | Équipe                         | Sél. (but)                                                                                      | Date de naissance | J.              |                 |                 |                 |                 |
| Gardiens de but    | Gardiens de but      | Gardiens de but                | Gardiens de but                                                                                 | Gardiens de but   | Gardiens de but | Gardiens de but | Gardiens de but | Gardiens de but | Gardiens de but |
| ------------------ | -------------------- | ------------------------------ | ----------------------------------------------------------------------------------------------- | ----------------- | --------------- | --------------- | --------------- | --------------- | --------------- |
| 1                  | Hugo Lloris          | Tottenham Hotspur              | 108 (0)                                                                                         | 26 décembre 1986  | 14              | -17             | 0               | 0               | 0               |
| 16                 | Steve Mandanda       | Olympique de Marseille         | 28 (0)                                                                                          | 28 mars 1985      | 2               | 0               | 0               | 0               | 0               |
| 23                 | Alphonse Areola      | Paris Saint-Germain            | 2 (0)                                                                                           | 27 février 1993   | 2               | -1              | 0               | 0               | 0               |
|                    | Benoît Costil        | Girondins de Bordeaux          | 0 (0)                                                                                           | 3 juillet 1987    | 0               | 0               | 0               | 0               | 0               |
|                    | Benjamin Lecomte     | Montpellier Hérault Sport Club | 0 (0)                                                                                           | 26 avril 1991     | 0               | 0               | 0               | 0               | 0               |
| Défenseurs         |                      |                                |                                                                                                 |                   |                 |                 |                 |                 |                 |
| 4                  | Raphaël Varane       | Real Madrid                    | 54 (3)                                                                                          | 25 avril 1993     | 14              | 1               | 0               | 0               | 0               |
|                    | Laurent Koscielny    | Arsenal                        | 51 (1)                                                                                          | 10 septembre 1985 | 1               | 0               | 0               | 0               | 0               |
| 17                 | Adil Rami            | Olympique de Marseille         | 36 (1)                                                                                          | 27 décembre 1985  | 3               | 0               | 0               | 0               | 0               |
|                    | Mamadou Sakho        | Crystal Palace                 | 29 (2)                                                                                          | 13 février 1990   | 1               | 0               | 0               | 0               | 0               |
| 5                  | Samuel Umtiti        | FC Barcelone                   | 27 (3)                                                                                          | 14 novembre 1993  | 13              | 2               | 0               | 0               | 0               |
|                    | Lucas Digne          | FC Barcelone, Everton          | 22 (0)                                                                                          | 20 juillet 1993   | 3               | 0               | 2               | 0               | 0               |
| 19                 | Djibril Sidibé       | AS Monaco                      | 18 (1)                                                                                          | 29 juillet 1992   | 4               | 0               | 0               | 0               | 0               |
| 2                  | Benjamin Pavard      | VfB Stuttgart                  | 18 (1)                                                                                          | 28 mars 1996      | 15              | 1               | 3               | 0               | 0               |
| 21                 | Lucas Hernandez      | Atlético Madrid                | 15 (0)                                                                                          | 14 février 1996   | 15              | 0               | 2               | 0               | 0               |
| 22                 | Benjamin Mendy       | Manchester City                | 9 (0)                                                                                           | 17 juillet 1994   | 5               | 0               | 0               | 0               | 0               |
| 3                  | Presnel Kimpembe     | Paris Saint-Germain            | 7 (0)                                                                                           | 13 août 1995      | 7               | 0               | 0               | 0               | 0               |
|                    | Kurt Zouma           | Everton FC                     | 3 (0)                                                                                           | 27 octobre 1994   | 1               | 0               | 0               | 0               | 0               |
|                    | Ferland Mendy        | Olympique lyonnais             | 1 (0)                                                                                           | 8 juin 1995       | 1               | 0               | 0               | 0               | 0               |
| Milieux de terrain |                      |                                |                                                                                                 |                   |                 |                 |                 |                 |                 |
| 14                 | Blaise Matuidi       | Juventus Turin                 | 77 (9)                                                                                          | 9 avril 1987      | 15              | 0               | 2               | 0               | 0               |
| 6                  | Paul Pogba           | Manchester United              | 63 (10)                                                                                         | 15 mars 1993      | 14              | 2               | 1               | 0               | 0               |
|                    | Moussa Sissoko       | Tottenham Hotspur              | 55 (2)                                                                                          | 16 août 1989      | 2               | 0               | 0               | 0               | 0               |
| 13                 | N'Golo Kanté         | Chelsea FC                     | 36 (1)                                                                                          | 25 mars 1991      | 16              | 0               | 3               | 0               | 0               |
| 12                 | Corentin Tolisso     | Bayern Munich                  | 15 (0)                                                                                          | 3 août 1994       | 10              | 0               | 0               | 0               | 0               |
| 8                  | Thomas Lemar         | AS Monaco, Atlético Madrid     | 14 (3)                                                                                          | 12 novembre 1995  | 6               | 1               | 0               | 0               | 0               |
| 15                 | Steven Nzonzi        | FC Séville, AS Rome            | 14 (0)                                                                                          | 15 décembre 1988  | 11              | 0               | 0               | 0               | 0               |
|                    | Adrien Rabiot        | Paris Saint-Germain            | 6 (0)                                                                                           | 3 avril 1995      | 1               | 0               | 0               | 0               | 0               |
|                    | Tanguy Ndombele      | Olympique lyonnais             | 4 (0)                                                                                           | 28 décembre 1996  | 4               | 0               | 0               | 0               | 0               |
| Attaquants         |                      |                                |                                                                                                 |                   |                 |                 |                 |                 |                 |
| 9                  | Olivier Giroud       | Chelsea FC                     | 87 (33)                                                                                         | 30 septembre 1986 | 18              | 4               | 2               | 0               | 0               |
| 7                  | Antoine Griezmann    | Atlético Madrid                | 67 (26)                                                                                         | 21 mars 1991      | 18              | 7               | 2               | 0               | 0               |
|                    | Dimitri Payet        | Olympique de Marseille         | 38 (8)                                                                                          | 29 mars 1987      | 1               | 0               | 0               | 0               | 0               |
| 10                 | Kylian Mbappé        | Paris Saint-Germain            | 28 (10)                                                                                         | 20 décembre 1998  | 18              | 9               | 2               | 0               | 0               |
| 11                 | Ousmane Dembélé      | FC Barcelone                   | 21 (2)                                                                                          | 15 mai 1997       | 14              | 1               | 1               | 0               | 0               |
| 18                 | Nabil Fekir          | Olympique lyonnais             | 20 (2)                                                                                          | 18 juillet 1993   | 10              | 1               | 0               | 0               | 0               |
|                    | Anthony Martial      | Manchester United              | 17 (1)                                                                                          | 5 décembre 1995   | 1               | 0               | 0               | 0               | 0               |
| 20                 | Florian Thauvin      | Olympique de Marseille         | 7 (0)                                                                                           | 26 janvier 1993   | 5               | 0               | 0               | 0               | 0               |
|                    | Wissam Ben Yedder    | FC Séville                     | 1 (0)                                                                                           | 12 août 1990      | 1               | 0               | 0               | 0               | 0               |
|                    | Alassane Pléa        | Borussia Mönchengladbach       | 1 (0)                                                                                           | 10 mars 1993      | 1               | 0               | 0               | 0               | 0               |
| Sélectionneur      |                      |                                |                                                                                                 |                   |                 |                 |                 |                 |                 |
|                    | Didier Deschamps     |                                | Sélectionneur : 89 matchs (V : 56, N : 17, D : 16) - en 2018 : 18 matchs (V : 12, N : 4, D : 2) | 15 octobre 1968   |                 |                 |                 |                 |                 |
|                    | Guy Stéphan          |                                | Adjoint sélectionneur                                                                           | 17 octobre 1956   |                 |                 |                 |                 |                 |
|                    | Grégory Dupont       |                                | Entraîneur physique                                                                             | 5 septembre 1972  |                 |                 |                 |                 |                 |
|                    | Franck Raviot        |                                | Entraîneur des gardiens                                                                         | 12 juillet 1973   |                 |                 |                 |                 |                 |
|                    | Franck Le Gall       |                                | Médecin                                                                                         | 21 janvier 1964   |                 |                 |                 |                 |                 |
|                    | Jean-Yves Vandewalle |                                | Ostéopathe                                                                                      | 20 novembre 1965  |                 |                 |                 |                 |                 |
|                    | Christophe Geoffroy  |                                | Kiné                                                                                            | 14 mars 1963      |                 |                 |                 |                 |                 |
|                    | Denis Morcel         |                                | Kiné                                                                                            | 16 mars 1959      |                 |                 |                 |                 |                 |
|                    | Alexandre Germain    |                                | Kiné                                                                                            | 5 octobre 1976    |                 |                 |                 |                 |                 |
|                    | Guillaume Vassout    |                                | Kiné                                                                                            | 13 septembre 1985 |                 |                 |                 |                 |                 |
|                    | Philippe Brocherieux |                                | Responsable administratif                                                                       | 26 mai 1973       |                 |                 |                 |                 |                 |
|                    | Raphaël Raymond      |                                | responsable relations médias                                                                    | ...               |                 |                 |                 |                 |                 |
|                    | Thierry Marszalek    |                                | Responsable du service audiovisuel                                                              | 19 décembre 1973  |                 |                 |                 |                 |                 |
|                    | Éric Dubray          |                                | Technicien vidéo                                                                                | 9 décembre 1965   |                 |                 |                 |                 |                 |
|                    | Guillaume Bigot      |                                | Responsable des contenus digitaux                                                               | 20 avril 1974     |                 |                 |                 |                 |                 |
|                    | Mohamed Sanhadji     |                                | Officier de liaison et de sécurité                                                              | 19 octobre 1968   |                 |                 |                 |                 |                 |
|                    | Nicolas Piry         |                                | Responsable du sponsoring football Nike France                                                  | 27 mars 1975      |                 |                 |                 |                 |                 |
|                    | Bachir Néhar         |                                | Intendant                                                                                       | 2 décembre 1971   |                 |                 |                 |                 |                 |
|                    | Arnaud Berry         |                                | Intendant                                                                                       | 1990              |                 |                 |                 |                 |                 |
|                    | Xavier Rousseau      |                                | Chef cuisinier                                                                                  | 1976              |                 |                 |                 |                 |                 |

 = capitaine --  Gardien de butDéfenseurMilieu de terrainAttaquantSélectionneur

### Temps de jeu des joueurs
| Joueurs            |                 |                 |                 |                 |                 |                 |                 |                 |                 |                 |                 |                 |                 |                 |                 |                 |                 |                 |
| Gardiens de but    | Gardiens de but | Gardiens de but | Gardiens de but | Gardiens de but | Gardiens de but | Gardiens de but | Gardiens de but | Gardiens de but | Gardiens de but | Gardiens de but | Gardiens de but | Gardiens de but | Gardiens de but | Gardiens de but | Gardiens de but | Gardiens de but | Gardiens de but | Gardiens de but |
| ------------------ | --------------- | --------------- | --------------- | --------------- | --------------- | --------------- | --------------- | --------------- | --------------- | --------------- | --------------- | --------------- | --------------- | --------------- | --------------- | --------------- | --------------- | --------------- |
| Hugo Lloris        | 90              | 90              |                 | 90              | 90              | 90              | 90              |                 | 90              | 90              | 90              | 90              |                 |                 | 90              | 90              | 90              | 90              |
| Steve Mandanda     |                 |                 | 90              |                 |                 |                 |                 | 90              |                 |                 |                 |                 |                 |                 |                 |                 |                 |                 |
| Alphonse Areola    |                 |                 |                 |                 |                 |                 |                 |                 |                 |                 |                 |                 | 90              | 90              |                 |                 |                 |                 |
| Défenseurs         |                 |                 |                 |                 |                 |                 |                 |                 |                 |                 |                 |                 |                 |                 |                 |                 |                 |                 |
| Lucas Hernandez    | 76e             | 90              | 63e             | 62e             | 65e             | 90              | 90              | 50e             | 90              | 90 33e          | 90              | 90 41e          | 90              | 62e             |                 | 90              |                 |                 |
| Benjamin Pavard    |                 | 90              | 82e             | 90              | 73e             | 90              | 90              |                 | 90 57e 73e      | 90              | 90              | 90              | 90              | 90 80e          | 90              | 90              | 90 72e          | 90              |
| Raphaël Varane     | 90              |                 |                 |                 | 90              | 90              | 90              | 90              | 90              | 90 40e          | 90              | 90              | 90              | 90              | 45e             | 90              | 90              |                 |
| Samuel Umtiti      | 90              | 80e             | 64e             | 90 8e           | 90              | 90              | 90              |                 | 90              | 90              | 90 51e          | 90              | 90              | 90              |                 |                 |                 |                 |
| Benjamin Mendy     |                 |                 | 63e             | 62e             | 65e             |                 |                 | 50e             |                 |                 |                 |                 |                 | 62e             |                 |                 |                 |                 |
| Presnel Kimpembe   |                 | 80e             | 64e             |                 |                 |                 |                 | 90              |                 |                 |                 |                 |                 |                 | 90              | 90              | 90              | 45e             |
| Djibril Sidibé     | 90              |                 | 82e             |                 | 73e             |                 |                 | 90              |                 |                 |                 |                 |                 |                 |                 |                 |                 |                 |
| Adil Rami          |                 |                 | 90              | 90              |                 |                 |                 |                 |                 |                 |                 |                 |                 |                 |                 |                 |                 | 90              |
| Lucas Digne        | 76e 34e         |                 |                 |                 |                 |                 |                 |                 |                 |                 |                 |                 |                 |                 | 90              |                 | 90 57e          |                 |
| Kurt Zouma         |                 |                 |                 |                 |                 |                 |                 |                 |                 |                 |                 |                 |                 |                 | 45e             |                 |                 |                 |
| Ferland Mendy      |                 |                 |                 |                 |                 |                 |                 |                 |                 |                 |                 |                 |                 |                 |                 |                 |                 | 90              |
| Mamadou Sakho      |                 |                 |                 |                 |                 |                 |                 |                 |                 |                 |                 |                 |                 |                 |                 |                 |                 | 45e             |
| Laurent Koscielny  |                 | 90              |                 |                 |                 |                 |                 |                 |                 |                 |                 |                 |                 |                 |                 |                 |                 |                 |
| Milieux de terrain |                 |                 |                 |                 |                 |                 |                 |                 |                 |                 |                 |                 |                 |                 |                 |                 |                 |                 |
| Paul Pogba         | 65e             | 90 49e          | 77e             | 86e             | 90              | 90              | 89e 86e         |                 | 90              | 90              | 90              | 90 59e          | 90              | 90              | 67e             | 90              |                 |                 |
| N'Golo Kanté       | 90              | 66e             |                 | 90              | 90              | 90              | 90              | 90              | 90              | 90              | 90 87e          | 55e 27e         | 90              | 90              |                 | 90 92e          | 90 50e          | 90              |
| Blaise Matuidi     | 65e             | 81e             | 90              | 77e             | 57e             | 78e             | 90 16e          |                 | 75e 72e         |                 | 86e             | 73e             | 86e             | 90              |                 | 90              | 65e             | 63e             |
| Corentin Tolisso   |                 | 66e             | 77e             | 77e             | 57e             | 78e 87e         |                 |                 | 75e             | 80e             | 86e             | 73e             | 86e             |                 |                 |                 |                 |                 |
| Steven Nzonzi      |                 |                 | 90              | 86e             |                 |                 | 89e             | 90              |                 | 80e             | 85e             | 55e             |                 | 81e             | 90              | 92e             | 81e             | 63e             |
| Thomas Lemar       | 90 26e          | 87e             |                 | 71e             | 86e             |                 |                 | 90              |                 |                 |                 |                 |                 |                 | 59e             |                 |                 |                 |
| Tanguy NDombele    |                 |                 |                 |                 |                 |                 |                 |                 |                 |                 |                 |                 |                 |                 | 67e             | 90e             | 81e             | 70e             |
| Moussa Sissoko     |                 |                 |                 |                 |                 |                 |                 |                 |                 |                 |                 |                 |                 |                 |                 |                 | 65e             | 90e             |
| Adrien Rabiot      |                 | 81e             |                 |                 |                 |                 |                 |                 |                 |                 |                 |                 |                 |                 |                 |                 |                 |                 |
| Attaquants         |                 |                 |                 |                 |                 |                 |                 |                 |                 |                 |                 |                 |                 |                 |                 |                 |                 |                 |
| Olivier Giroud     | 73e 11e         | 72e             | 90 40e          | 77e             | 57e             | 70e             | 90              | 90              | 90 90e          | 90              | 85e             | 81e             | 66e             | 75e 89e         | 90 89e          | 90              | 65e             | 52e (pen.) 80e  |
| Antoine Griezmann  | 83e             | 59e             | 64e             | 77e 29e (pen.)  | 68e             | 70e 58e (pen.)  | 80e             | 68e             | 83e 13e (pen.)  | 90e 61e         | 90              | 90 38e (pen.)   | 80e             | 56e 81e         | 60e             | 90 62e 80e 90e  | 90              | 90e 90e         |
| Kylian Mbappé      | 66e             | 87e 40e 83e 52e | 77e             | 83e             | 86e 78e         | 90              | 75e 34e         | 78e             | 89e 64e 68e     | 88e 69e         | 90 90e          | 90 65e          | 90              | 90 14e          | 60e 90e         | 90 86e          | 90              | 36e             |
| Ousmane Dembélé    | 66e             | 72e             | 77e             | 71e 63e         | 57e             | 70e             | 75e             | 78e             |                 | 88e             |                 |                 | 66e             | 89e             | 67e             | 86e             | 65e 89e         |                 |
| Nabil Fekir        |                 |                 | 64e 43e         |                 | 68e             | 70e             | 80e             | 68e             | 83e             | 90e             |                 | 81e             | 80e             |                 |                 |                 |                 | 70e             |
| Florian Thauvin    | 83e             |                 |                 | 83e             |                 |                 |                 |                 | 89e             |                 |                 |                 |                 |                 | 59e             |                 |                 | 36e             |
| Anthony Martial    |                 | 59e             |                 |                 |                 |                 |                 |                 |                 |                 |                 |                 |                 |                 |                 |                 |                 |                 |
| Wissam Ben Yedder  | 73e             |                 |                 |                 |                 |                 |                 |                 |                 |                 |                 |                 |                 |                 |                 |                 |                 |                 |
| Dimitri Payet      |                 |                 |                 |                 |                 |                 |                 |                 |                 |                 |                 |                 |                 |                 | 67e             |                 |                 |                 |
| Alassane Pléa      |                 |                 |                 |                 |                 |                 |                 |                 |                 |                 |                 |                 |                 |                 |                 |                 |                 | 80e             |

### Buteurs

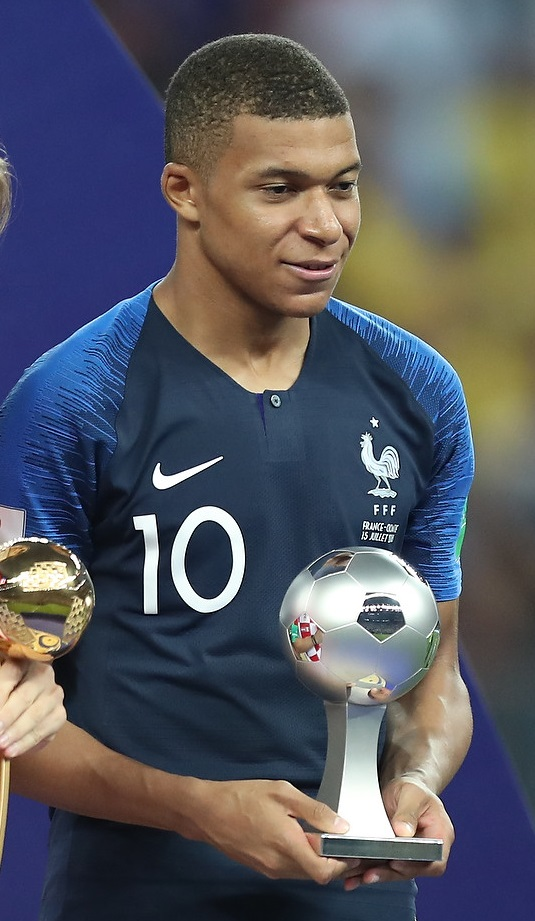
Kylian Mbappé, 9 buts

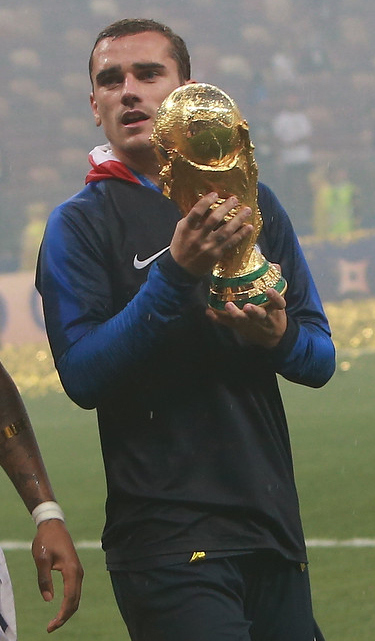
Antoine Griezmann, 7 buts

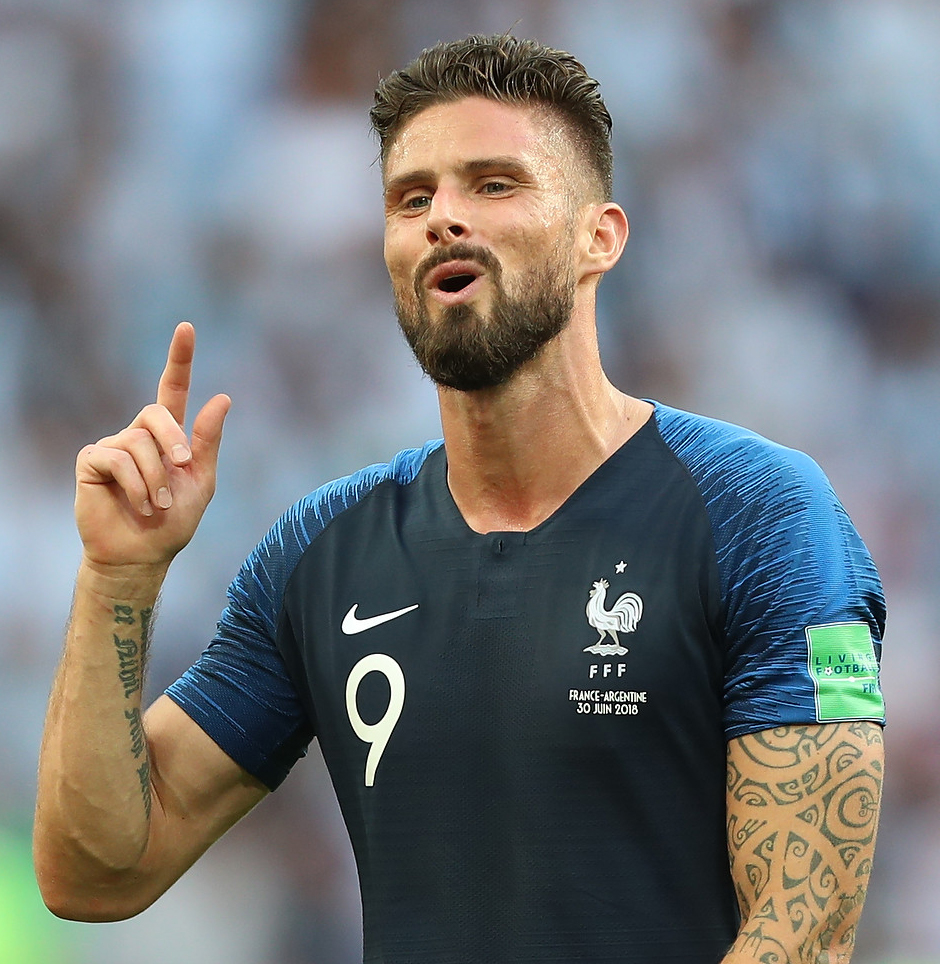
Olivier Giroud, 4 buts

9 buts                  
- Kylian Mbappé ( Russie × 2,  États-Unis,  Pérou,  Argentine × 2,  Croatie,  Pays-Bas,  Islande)

7 buts              
- Antoine Griezmann ( Italie,  Australie,  Argentine,  Uruguay,  Croatie,  Allemagne × 2)

4 buts        
- Olivier Giroud ( Colombie,  Irlande,  Pays-Bas,  Uruguay)

2 buts    
- Samuel Umtiti ( Italie,  Belgique)
- Paul Pogba ( Russie,  Croatie)

1 but  
- Thomas Lemar ( Colombie)
- Nabil Fekir ( Irlande)
- Ousmane Dembélé ( Italie)
- Benjamin Pavard ( Argentine)
- Raphaël Varane ( Uruguay)

### Passeurs décisifs
3 passes
- Lucas Hernández  ( Argentine pour Benjamin Pavard,  Croatie pour Kylian Mbappé,  Allemagne pour Antoine Griezmann)

2 passes
- Antoine Griezmann  ( Uruguay pour Raphaël Varane,  Belgique pour Samuel Umtiti)

1 passe
- Lucas Digne  ( Colombie pour Olivier Giroud)
- Kylian Mbappé  ( Colombie pour Thomas Lemar)
- Paul Pogba  ( Russie pour Kylian Mbappé)
- Benjamin Pavard  ( États-Unis pour Kylian Mbappé)
- Olivier Giroud  ( Argentine pour Kylian Mbappé)

- Blaise Matuidi  ( Pays-Bas pour Kylian Mbappé)
- Benjamin Mendy  ( Pays-Bas pour Olivier Giroud)

## Aspects socio-économiques

### Audiences télévisuelles
| Jour de diffusion | Match               | Compétition                              | Diffuseur | Téléspectateurs | Part d'audience | Référence |
| ----------------- | ------------------- | ---------------------------------------- | --------- | --------------- | --------------- | --------- |
| 23 mars 2018      | France – Colombie   | Amical                                   | TMC       | 4 690 000       | 19,7 %          | [ 6 ]     |
| 27 mars 2018      | Russie – France     | Amical                                   | TF1       | 4 680 000       | 29,0 %          | [ 7 ]     |
| 28 mai 2018       | France – Irlande    | Amical                                   | TF1       | 6 884 000       | 29,7 %          | [ 8 ]     |
| 1er juin 2018     | France – Italie     | Amical                                   | TF1       | 7 648 000       | 34,8 %          | [ 9 ]     |
| 9 juin 2018       | France – États-Unis | Amical                                   | TF1       | 7 283 000       | 37,0 %          | [ 10 ]    |
| 16 juin 2018      | France – Australie  | Coupe du monde 2018 (Groupe C)           | TF1       | 12 590 000      | 69,0 %          | ,         |
| 21 juin 2018      | France – Pérou      | Coupe du monde 2018 (Groupe C)           | TF1       | 10 700 000      | 66,0 %          | [ 13 ]    |
| 26 juin 2018      | Danemark – France   | Coupe du monde 2018 (Groupe C)           | TF1       | 8 670 000       | 65,9 %          | [ 14 ]    |
| 30 juin 2018      | France – Argentine  | Coupe du monde 2018 (Huitième de finale) | TF1       | 12 540 000      | 72,1 %          | [ 15 ]    |
| 6 juillet 2018    | Uruguay – France    | Coupe du monde 2018 (Quart de finale)    | TF1       | 12 880 000      | 76 %            | [ 16 ]    |
| 10 juillet 2018   | France – Belgique   | Coupe du monde 2018 (Demi-finale)        | TF1       | 19 116 000      | 70,5 %          | [ 17 ]    |
| 15 juillet 2018   | France – Croatie    | Coupe du monde 2018 (Finale)             | TF1       | 19 340 000      | 82,2 %          | [ 18 ]    |
| 6 septembre 2018  | Allemagne – France  | Ligue des nations                        | TF1       | 7 061 000       | 32,4 %          | [ 19 ]    |
| 9 septembre 2018  | France – Pays-Bas   | Ligue des nations                        | M6        | 6 605 000       | 29,0 %          | [ 20 ]    |
| 11 octobre 2018   | France – Islande    | Amical                                   | TF1       | 5 976 000       | 28,1%           | [ 21 ]    |
| 16 octobre 2018   | France – Allemagne  | Ligue des nations                        | M6        | 6 696 000       | 27,3 %          | [ 22 ]    |
| 16 novembre 2018  | Pays-Bas – France   | Ligue des nations                        | TF1       | 6 714 000       | 29,4 %          | [ 23 ]    |
| 20 novembre 2018  | France – Uruguay    | Amical                                   | M6        | 4 871 000       | 21 %            | [ 24 ]    |